# Flashage de BIOS
 (juin 2025).
 (juin 2025).
Si vous disposez d'ouvrages ou d'articles de référence ou si vous connaissez des sites web de qualité traitant du thème abordé ici, merci de compléter l'article en donnant les références utiles à sa vérifiabilité et en les liant à la section « Notes et références ».
Le flashage du BIOS est une mise à jour du BIOS par voie logicielle, c'est-à-dire un remplacement de la version du BIOS grâce à un programme.
Le terme BIOS regroupe vulgairement l'aspect logiciel d'une part (l'ensemble des données nécessaires à gérer, coordonner et paramétrer les divers composants d'un ordinateur) et d'autre part l'aspect matériel puisque ces données sont contenues dans une puce dédiée (EEPROM de type CMOS).
Sur les premiers PC les BIOS étaient des mémoires mortes soudées à la carte mère, les EPROM difficilement modifiables. Certains fabricants proposaient toutefois des correctifs logiciels (appelés patchs) qui étaient stockés sur le disque dur et se chargeaient en mémoire vive (RAM) pour corriger les éventuels bugs. Ils ne pouvaient toutefois agir qu'après le démarrage du PC. 
Par la suite les BIOS insérables sur des supports pouvaient être changés matériellement, mais leur prix était très élevé.
Puis vint l'apparition des mémoires programmables électroniquement, c'est-à-dire une mémoire pouvant être modifiée grâce à une machine envoyant des impulsions électriques par des connecteurs prévus à cet effet. Ce type de programmateur de puce était cependant rare, si bien que l'opération était relativement coûteuse pour l'utilisateur. 
Il existe désormais des cartes-mères comportant des mémoires flash (variété d’EEPROM), mémoires pouvant être modifiées directement par logiciel. Les BIOS situés sur des cartes-mères comportant ce type de mémoire peuvent être mis à jour  grâce à un  utilitaire propre au fabricant, destiné à permettre le remplacement d'une version du BIOS par une autre version, plus récente ou plus ancienne (utile dans certains cas). S'il était difficile de se procurer ces mises à jour, internet remédia vite à ce problème. Ces mises à jour sont disponibles sous la forme d'un fichier binaire contenant une image du BIOS accompagné d'un utilitaire.

## Mise à jour du BIOS

### Avantages
Parmi les avantages qu'une mise à jour du BIOS peut apporter, on retrouve la possibilité de:
- remédier à des incompatibilités (conflits) matérielles,
- corriger certaines erreurs de détection du matériel (ex.: la vitesse du CPU, barrette de mémoire vive mal détectée, etc.),
- bénéficier d'éventuelles fonctionnalités nouvelles dans la configuration du BIOS (cas rare) et dans la gestion du matériel.

### Inconvénients
Lors d'une mise à jour du BIOS, il est important de savoir qu'il existe certains risques, notamment :
- Carte mère rendue temporairement inutilisable (puisque réparable) à la suite d'une mise à jour incomplète (erreur ou coupure d'alimentation pendant le transfert) ou encore BIOS d'une version incompatible (version bêta -à éviter- ou d'un autre modèle)
- Perte de fonctionnalité dans le BIOS. C'est-à-dire, une fonction disparaît à la suite d'une mise à jour (cas rare).
- Démarche stricte qui demande quelques connaissances techniques, parfois du matériel spécifique (lecteur de disquette magnétique pour les cartes mères anciennes).
- Support et service après vente inexistants selon les constructeurs concernant les pannes liées à une mise à jour du BIOS.

### Parfois une nécessité
Dans certaines situations et configurations matérielles, il arrive qu'une mise à jour du BIOS soit requise. C'est parfois requis pour que la carte mère (ou le micro-ordinateur) puisse supporter un nouveau composant matériel trop récent (ou non disponible pour le fabricant de la carte mère) pour que des tests de compatibilité aient pu être effectués avant la commercialisation de la carte mère. Dans certains cas, même si les tests appropriés ont été effectués, il arrive, puisque le BIOS n'est rien d'autre qu'un simple logiciel, que même le BIOS ait des bogues qui doivent être corrigés.
Problèmes pouvant nécessiter une mise à jour :
- CPU non détecté, ou détecté de manière erronée (mauvaise vitesse, mauvais modèle, etc.)
- Barrette de mémoire vive non détectée, partiellement détectée ou rendant le système instable. Peut arriver fréquemment lorsque l'utilisateur désire installer la capacité maximale supportée par la carte mère.
- Carte graphique n'étant pas exploitée correctement, ou dont certaines fonctions ne sont pas ou mal supportée (SLI/CrossFire).
- Périphériques internes non ou mal détectés, incompatibles.
- Erreurs dans la détection et la gestion des composants ou de leur état et paramètres par le système d'exploitation et les logiciels (ex.: vitesse des différents ventilateurs, tensions électriques, fréquence actuelle du processeur en temps réel, etc.)
- Gestion de la batterie inefficace sur les ordinateurs portables.
- Instabilité du système en général, souvent à la suite de l'installation d'un nouveau composant.
- Problèmes d'incompatibilité entre certains composants (conflits).

Richard Stallman recommande d'acheter des cartes mères utilisant des BIOS libres. Il souligne que les constructeurs livrant des machines sous Microsoft Windows interdisent l'utilisation de GNU/Linux : un flashage du BIOS est indispensable pour faire fonctionner un ordinateur sous GNU Linux conformément à la DADVSI.

## Récupération du BIOS en cas d'échec
En cas de panne liée à une mise à jour ayant échoué, la carte mère peut ne plus démarrer, ou démarrer incorrectement. Plusieurs méthodes de récupération sont à tenter, sachant qu'une carte mère ne peut être abimée par un BIOS erroné.
Il existe des solutions "locales" lorsque la carte mère permet encore un affichage, mais aussi des moyens externes considérant que la puce EEPROM contenant le BIOS est aussi lisible (et modifiable) sur d'autres supports.
Méthodes locales :
- Essayer un effacement des paramètres du BIOS en retirant la pile quelques minutes.
- Utiliser les procédures de récupération propres au constructeur si la carte en est pourvue.
- Tenter un flash du BIOS en "aveugle" en absence d'affichage.

Méthodes externes :
- Le flash "à chaud" nécessitant une deuxième carte pourvue d'une puce de même type et sur support.
- L'emploi d'un programmateur de puce (onéreux et complexe)
- Le remplacement, ou la programmation de la puce par un prestataire de service spécialisé. Des sites internet proposent déjà ce service pour un coût faible.

## Flashage et overclocking
L'overclocking consistant (pour les concours) à atteindre la fréquence la plus élevée du processeur, nécessite une stabilité accrue qui passe par la recherche de chaque amélioration possible. La mise à jour du BIOS est alors une étape indispensable, car nombre d'erreurs mineures sont corrigées après la vente des cartes mères. Ces erreurs sont discrètes en utilisation normale mais peuvent coûter quelques MHz lors d'un concours. Ces modifications de fréquences passant par le BIOS, il est également préférable de disposer d'un maximum de fonctionnalités.
Lors de la phase de recherche de fréquence maximale, il arrive que l'ordinateur ne démarre plus, il est alors nécessaire de réinitialiser les paramètres du BIOS, ce sont les valeurs volatiles contenue dans la puce BIOS (EEPROM). On parle alors d'effacement CMOS, à ne pas confondre avec le flash du BIOS qui efface les valeurs volatiles et les valeurs non volatiles.
Cet effacement se fait majoritairement en retirant la pile associée au BIOS quelques instants.
Sur certaines cartes mères il existe des connecteurs internes à relier par un cavalier, ou même un bouton poussoir interne ou à l'arrière de la carte mère pour réaliser cet effacement des paramètres.
Les paramètres ainsi remis par défaut présentent une compatibilité maximale ce qui permet d'amorcer l'ordinateur à nouveau.